# Michael Langrish
Michael Laurence Langrish, né le 1er juillet 1946 à Southampton, est un ecclésiastique anglican britannique. Il est évêque d'Exeter de 2000 à 2013.

## Jeunesse et éducation
Langrish est né à Southampton, Hampshire, fils de Douglas Frank Langrish et de Brenda Florence Passingham. Il fait ses études à la King Edward VI School de Southampton et à l'Université de Birmingham, où il obtient un baccalauréat en sciences sociales en 1967 et un certificat de troisième cycle en éducation un an plus tard. Il poursuit ses études au Fitzwilliam College, Cambridge, où il obtient un baccalauréat ès arts et une maîtrise ès arts en théologie en 1973, et à Ridley Hall, Cambridge.
Langrish est chargé de cours en éducation au Nigeria de 1969 à 1971.

## Ministère ordonné
Il devient diacre en 1973 et est vicaire adjoint à l'église Holy Trinity (Shakespeares Church) Stratford-upon-Avon jusqu'en 1976. En 1974, il est ordonné prêtre et est aumônier de Rugby School de 1976 à 1981. L'année suivante, il est nommé vicaire d'Offchurch et directeur diocésain des ordinands, et occupe ce poste jusqu'en 1987. De 1982 à 1989, il est aumônier examinateur de l'évêque de Coventry et, de 1987 à 1993, recteur du Rugby Team Ministry. Langrish est chanoine honoraire de la cathédrale de Coventry entre 1990 et 1993.
Langrish est évêque de Birkenhead de 1993 à 2000. En 2000, il est nommé 70e évêque d'Exeter. Il devient Lord Spiritual avec un siège à la Chambre des lords en 2005. Le 6 janvier 2013, Langrish annonce sa retraite à compter du 30 juin suivant.
Langrish est l'un des évêques diocésains qui ont signé une lettre contre la décision de Rowan Williams de ne pas bloquer la nomination de Jeffrey John comme évêque de Reading en 2003. 
Il est l'un des quatre évêques diocésains anglais qui n'ont pas ordonné de femmes à la prêtrise. Il est l'un des évêques à la retraite associés à The Society, une association catholique traditionnelle de l'Église d'Angleterre.

## Vie privée
Depuis 1968, Langrish est marié à Esther Rudd; ils ont un fils et deux filles. Il reçoit un diplôme honorifique de DD de l'Université de Birmingham en 2006.